# Live in Las Vegas
Albums de Macy Gray
The Very Best of Macy Gray
(2004) Big
(2007)
Live in Las Vegas est le premier album live (et le cinquième au total) de la chanteuse américaine de RnB/soul Macy Gray. Cet album fut enregistré à la House of Blues de Las Vegas au Nevada (États-Unis en 2004 et sortit en DVD et CD en 2005

## Liste des titres

### Premier disque
1. "Sex-O-Matic Venus Freak" – 7:18
2. "When I See You Again" – 3:52
3. "Relating to a Psychopath" – 3:49
4. "Don't Come Around" – 2:55
5. "Caligula" – 7:42
6. "Why Didn't You Call Me" – 3:42
7. "Things That Made Me Change" – 6:36
8. "Hey Young World Part 2" – 5:05
9. "I've Committed Murder" – 5:30
10. "Do Something" – 3:45

### Second disque
1. "Demons" – 5:51
2. "Sexual Revolution" – 5:59
3. "Oblivion" – 3:50
4. "I Try" – 8:14
5. "Sweet Baby" – 5:22
6. "She Ain't Right for You" – 4:38
7. "I Can't Wait to Meetchu" – 4:13
8. "The Letter" – 6:55